# Vetre, pričaj sa mnom
Vetre, pričaj sa mnom (internationaler englischsprachiger Titel Wind, Talk To Me) ist ein Filmdrama von Stefan Djordjevic. Der Hybridfilm zeigt die von Trauer überschatteten Geburtstagsfeierlichkeiten seiner Großmutter nach dem Tod seiner Mutter. Vetre, pričaj sa mnom feierte Anfang Februar 2025 beim Internationalen Filmfestival Rotterdam seine Premiere.

## Handlung

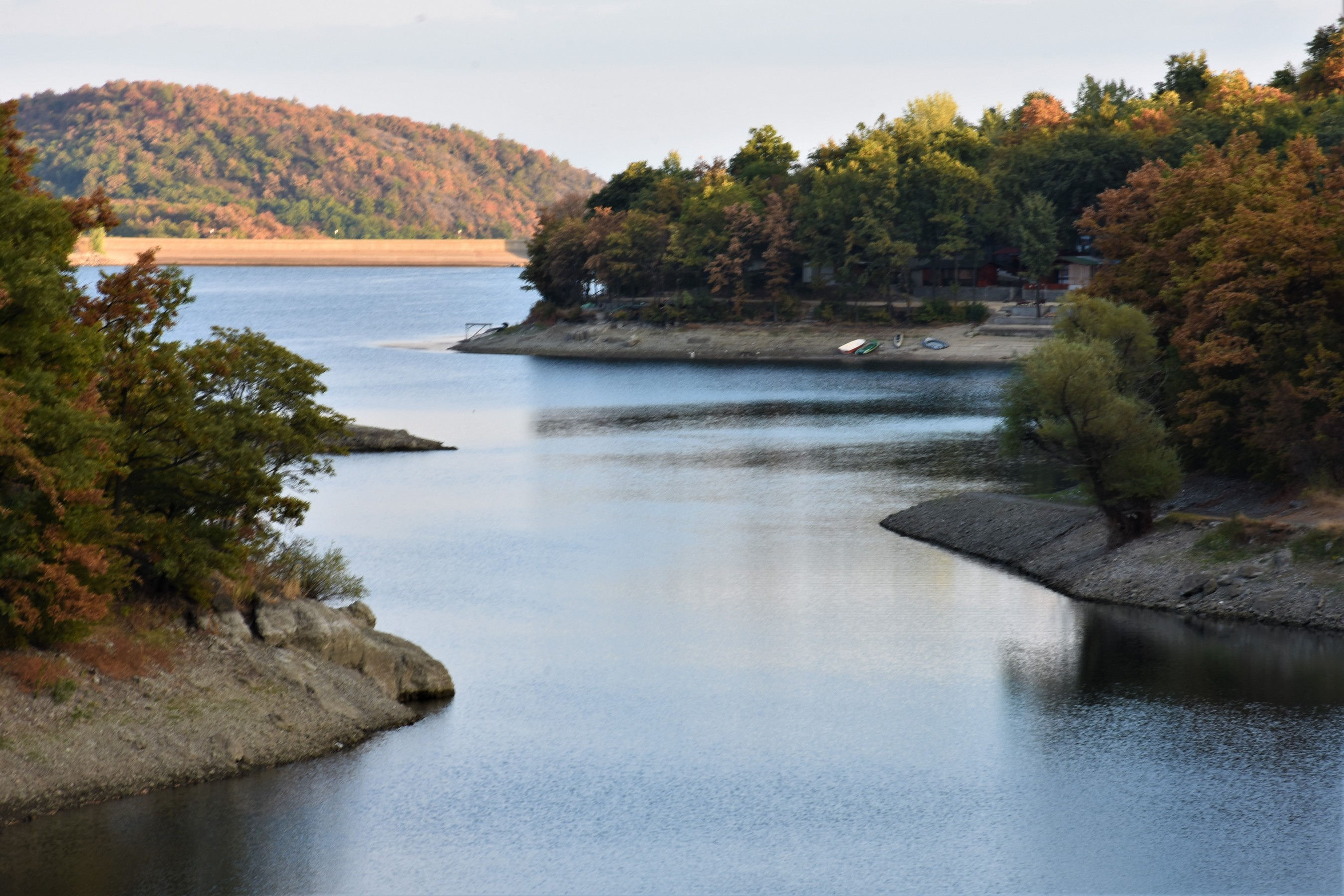
Negrica verbrachte in ihren letzten Lebensjahren ihre Zeit am liebsten am Bor-See in Ostserbien

Anlässlich des 80. Geburtstags seiner Großmutter kehrt der Filmemacher Stefan Djordjevic zurück in seine serbische Heimat. Er bringt eine streunende Hündin mit, die er versehentlich mit seinem Auto angefahren hat und die sein Neffe Lija tauft.
Trauer überschattet die Feierlichkeiten, da seine Mutter Negrica vor kurzem verstorben ist. Stefan ist auch deshalb zurückgekommen, um seinen Film über sie fertigzustellen. Um etwas Zuversicht in die Familie zu bringen, schlägt Djordjevic vor, den Sommer an dem Ort zu verbringen, den seine Mutter so liebte. Alle nehmen den Vorschlag gerne an.
Gemeinsam begeben sie sich zum Bor-See in Ostserbien, wo die Mutter in ihren letzten Lebensjahren viele Tage verbrachte. Dort stellen sie die noch im Bau befindliche Sommerhütte am Ufer fertig.

## Produktion

### Filmstab und Dreharbeiten
Regie führte Stefan Djordjevic, der auch das Drehbuch schrieb. Er war in der Vergangenheit auch selbst als Kameramann tätig. Sein Kurzfilm Poslednja slika o ocu aus dem Jahr 2019 gewann zahlreiche Preise, darunter in Locarno, Sarajevo und Zagreb. Ursprünglich sollte der Film ein Porträt von seiner Mutter Negrica werden, aber da sie während der Dreharbeiten starb, richtete der Regisseur seinen Blick auf seine Familie und sich selbst. Vetre, pričaj sa mnom, der Titel des Films, bezieht sich auf ein Gespräch des Regisseurs mit seiner Mutter, das am Ende des Films Verwendung findet. In diesem äußert Negrica, die sich im Endstadium ihres Kampfes gegen den Krebs befindet, ihre Überzeugung, dass ein Mensch den Wind durch bloße Willenskraft kontrollieren könne, worauf ihr Sohn skeptisch reagiert.
Djordjevic kombinierte für Vetre, pričaj sa mnom daher zuvor von ihm gedrehtes Filmmaterial seiner Mutter mit Aufnahmen von den Mitgliedern seiner Großfamilie nach deren Tod, darunter seine Großeltern, seine Brüder, seine Cousins, seine Tante, eine Reihe von Neffen und Nichten und die Hündin Lija. Bei Letzterer handelt es sich um die Hündin des Regisseurs. Ihre Verletzung war nicht echt. Die Aufnahmen erfolgten nach einem Drehbuch, Djordjevics Familienmitglieder spielen jedoch sich selbst.
Die Dreharbeiten fanden in Ovčar Banja und Svrljig im Südosten von Serbien statt. Als Kameramann fungierte Marco Brdar. Den Filmschnitt übernahmen Tomislav Stojanovic und Dragan von Petrovic.

### Marketing und Veröffentlichung
Die Weltpremiere des Films fand am 4. Februar 2025 beim Internationalen Filmfestival Rotterdam statt. Zu dieser Zeit wurde der erste Trailer vorgestellt. Im April 2025 wurde der Film beim Bolzano Film Festival gezeigt. Anfang Juli 2025 erfolgten Vorstellungen beim Filmfest München und hiernach bei Nowe Horyzonty. Im August 2025 wird der Film beim Sarajevo Film Festival gezeigt.

## Rezeption

### Kritiken
Marc van de Klashorst schreibt in seiner Kritik für die International Cinephile Society, der Rhythmus des Films sei betörend und seltsam tröstlich in einer Zeit, in der unser Glaube an die Menschheit allzu häufig auf die Probe gestellt wird. Der Tod von Negrica Djordjevic habe eine Lücke in dieser Familiendynamik hinterlassen, doch sie sei im Film nicht abwesend. In Momenten, in denen Regisseur Stefan Djordjevic versucht, mit der Natur in Kontakt zu treten und mit ihr eins zu werden, scheine es, als würde er versuchen, seiner Mutter durch ihre Weisheit näher zu kommen. Der Film verzichte auf große Sentimentalität und zeige Menschen in stiller Trauer, mit Momenten, in denen ein paar Worte oder eine kurze Berührung genügen, um zu kommunizieren und die Trauer mit anderen zu teilen. So lasse Djordjevic mit seinem sehr persönlichen Film das Publikum an der warmen Umarmung seiner Familie teilhaben.

### Auszeichnungen
Bolzano Film Festival 2ß25
- Auszeichnung als Bester Film[12]

Filmfest München 2025
- Nominierung im Wettbewerb CineVisions[9]

International Film Festival Rotterdam 2025
- Nominierung für den Tiger Award (Stefan Djordjevic)

Sarajevo Film Festival 2025
- Nominierung im Spielfilmwettbewerb[13]